# Georg Bernhard von Engelbrechten
Georg Bernhard von Engelbrechten (* 18. April 1658 in Greifswald; † 17. Februar 1730 in Bremen) war ein schwedischer Jurist und Kanzler für das Reichsterritorium der Herzogtümer Bremen-Verden.

## Biografie
Georg Bernhard Engelbrecht war ein Sohn des Greifswalder Juristen und Professors Georg Engelbrecht, der 1684 unter dem Namen von Engelbrechten in den schwedischen Adelsstand erhoben wurde, und dessen Frau Barbara, Tochter des Ratsherrn Berndt Wolffradt. Er wurde nach seinem Studium 1682 als außerordentlicher Hofgerichtsrat in das Justizkollegium der schwedischen Herzogtümer Bremen und Verden berufen. 1688 wurde er zum ordentlichen Hofgerichtsrat und Assessor ernannt. Seit 1693 war er Justizrat und wurde zugleich geadelt. 1693 wurde er Vizedirektor des Justizkollegiums und 1702 außerordentlicher Regierungsrat. Seit 1705 führte er verschiedene diplomatische Aufträge durch. 1716 wurde er Kanzler der Herzogtümer, die seit 1715 zum Kurfürstentum Braunschweig-Lüneburg (Haus Hannover) gehörten.
Von Engelbrecht(en) war mit Maria Mevius († 1734) verheiratet. Die beiden hatten zwei Söhne und fünf Töchter. Er wohnte in der Sandstraße Nr. 3 in der Bremer Altstadt. Zeitweise soll von Engelbrechten nach einer Notiz des Archivars Hermann Post Bewohner des Hauses Heineken gewesen sein.

### Bestattung
Sein steinerner Prunksarkophag – eine Arbeit des Bremer Bildhauers Theophil Frese (1696–1763) – wurde in der Erskinschen Gruft im Bremer Dom beigesetzt. Als diese zugeschüttet wurde, erfolgte 1812 die Verlegung des Sarges seiner Frau, getarnt als schwedische Gräfin, in den Bleikeller des Doms. Der Sarkophag von Engelbrechten wurde als der eines englischen Offiziers getarnt, da von der napoleonischen Regierung im Departement für Bremen das Bestatten in Innenstadtkirchen verboten war. 1822 folgte der Steinsarkophag des Kanzlers in den Bleikeller. Dabei (oder zuvor) wurde der Leichnam aus dem Sarkophag entfernt und in einen offenen Holzsarg gelegt. Diese Umbettung wurde erst in den 1960er-Jahren bekannt.

### Ahnentafel
| Ahnentafel Georg Bernhard von Engelbrechten  | Ahnentafel Georg Bernhard von Engelbrechten                              | Ahnentafel Georg Bernhard von Engelbrechten                              | Ahnentafel Georg Bernhard von Engelbrechten                              | Ahnentafel Georg Bernhard von Engelbrechten                              | Ahnentafel Georg Bernhard von Engelbrechten                              | Ahnentafel Georg Bernhard von Engelbrechten                              | Ahnentafel Georg Bernhard von Engelbrechten                              | Ahnentafel Georg Bernhard von Engelbrechten                              |
| -------------------------------------------- | ------------------------------------------------------------------------ | ------------------------------------------------------------------------ | ------------------------------------------------------------------------ | ------------------------------------------------------------------------ | ------------------------------------------------------------------------ | ------------------------------------------------------------------------ | ------------------------------------------------------------------------ | ------------------------------------------------------------------------ |
| Urgroßeltern                                 | Jürgen Engelbrecht (1551–1631) ⚭ Emerentia Bünsow (1569–1655)            | Jürgen Engelbrecht (1551–1631) ⚭ Emerentia Bünsow (1569–1655)            | Raphael Erich ⚭ N.N.                                                     | Raphael Erich ⚭ N.N.                                                     | Hermann von Wolffradt (✝ 1622) ⚭ Anna Besseling                          | Hermann von Wolffradt (✝ 1622) ⚭ Anna Besseling                          | Christoph Heroldt (1576–1631) ⚭ Gertrud Buchow                           | Christoph Heroldt (1576–1631) ⚭ Gertrud Buchow                           |
| Großeltern                                   | Georg Engelbrecht (1592–1668) ⚭ Catharina Erich (1603–1641)              | Georg Engelbrecht (1592–1668) ⚭ Catharina Erich (1603–1641)              | Georg Engelbrecht (1592–1668) ⚭ Catharina Erich (1603–1641)              | Georg Engelbrecht (1592–1668) ⚭ Catharina Erich (1603–1641)              | Bernd Wolffradt (1600–1660) ⚭ Barbara Heroldt (1611–1679)                | Bernd Wolffradt (1600–1660) ⚭ Barbara Heroldt (1611–1679)                | Bernd Wolffradt (1600–1660) ⚭ Barbara Heroldt (1611–1679)                | Bernd Wolffradt (1600–1660) ⚭ Barbara Heroldt (1611–1679)                |
| Eltern                                       | Georg von Engelbrechten (1626–1693) ⚭ 1656 Barbara Wolffradt (1640–1660) | Georg von Engelbrechten (1626–1693) ⚭ 1656 Barbara Wolffradt (1640–1660) | Georg von Engelbrechten (1626–1693) ⚭ 1656 Barbara Wolffradt (1640–1660) | Georg von Engelbrechten (1626–1693) ⚭ 1656 Barbara Wolffradt (1640–1660) | Georg von Engelbrechten (1626–1693) ⚭ 1656 Barbara Wolffradt (1640–1660) | Georg von Engelbrechten (1626–1693) ⚭ 1656 Barbara Wolffradt (1640–1660) | Georg von Engelbrechten (1626–1693) ⚭ 1656 Barbara Wolffradt (1640–1660) | Georg von Engelbrechten (1626–1693) ⚭ 1656 Barbara Wolffradt (1640–1660) |
| Georg Bernhard von Engelbrechten (1658–1719) |                                                                          |                                                                          |                                                                          |                                                                          |                                                                          |                                                                          |                                                                          |                                                                          |